# Stubendorffia
Stubendorffia är ett släkte av korsblommiga växter. Stubendorffia ingår i familjen korsblommiga växter.
Kladogram enligt Catalogue of Life: